# Un amor (pel·lícula de 2023)
Un amor és una pel·lícula dramàtica espanyola del 2023 dirigida per Isabel Coixet a partir d'un guió de la mateixa Coixet i Laura Ferrero basada en la novel·la homònima de Sara Mesa. És protagonitzada per Laia Costa i Hovik Keuchkerian.

## Sinopsi
La traductora independent Nat s'instal·la al poble rural de La Escapa, on troba un entorn hostil i un propietari cruel aficionat a les microagressions masclistes. El veí Andreas, conegut localment com "l'alemany", ofereix de manera incòmoda a la Nat reparacions de la llar gratuïtes a canvi d'una penetració sexual. La Nat, malgrat les primeres reticències, acaba acceptant-ho, i obre el camí a una passió autoconsumista.

## Repartiment
- Laia Costa com a Nat[5]
- Hovik Keuchkerian com a Andreas[5]
- Hugo Silva com a Piter[6]
- Luis Bermejo[7]
- Ingrid García-Jonsson com a Lara[6]
- Francesco Carril com a Carlos[6]

## Producció
Escrit per Isabel Coixet i Laura Ferrero, el guió és una adaptació de la novel·la Un amor del 2020 de Sara Mesa. La pel·lícula ha estat produïda per Buena Pinta Media, Perdición Films i Monte Glauco AIE amb la participació d'RTVE, la CCMA, Movistar Plus+, ICAA, i el Govern de La Rioja. Els llocs de rodatge a La Rioja inclouen Nalda, Ribafrecha i Villalobar.

## Estrena
Un amor es va presentar a la selecció oficial del 71è Festival Internacional de Cinema de Sant Sebastià el 26 de setembre de 2023, en competició per la Conquilla d'Or. Distribuïda per BTeam Pictures, es va estrenar als cinemes d'Espanya el 10 de novembre de 2023.